# 万达电影

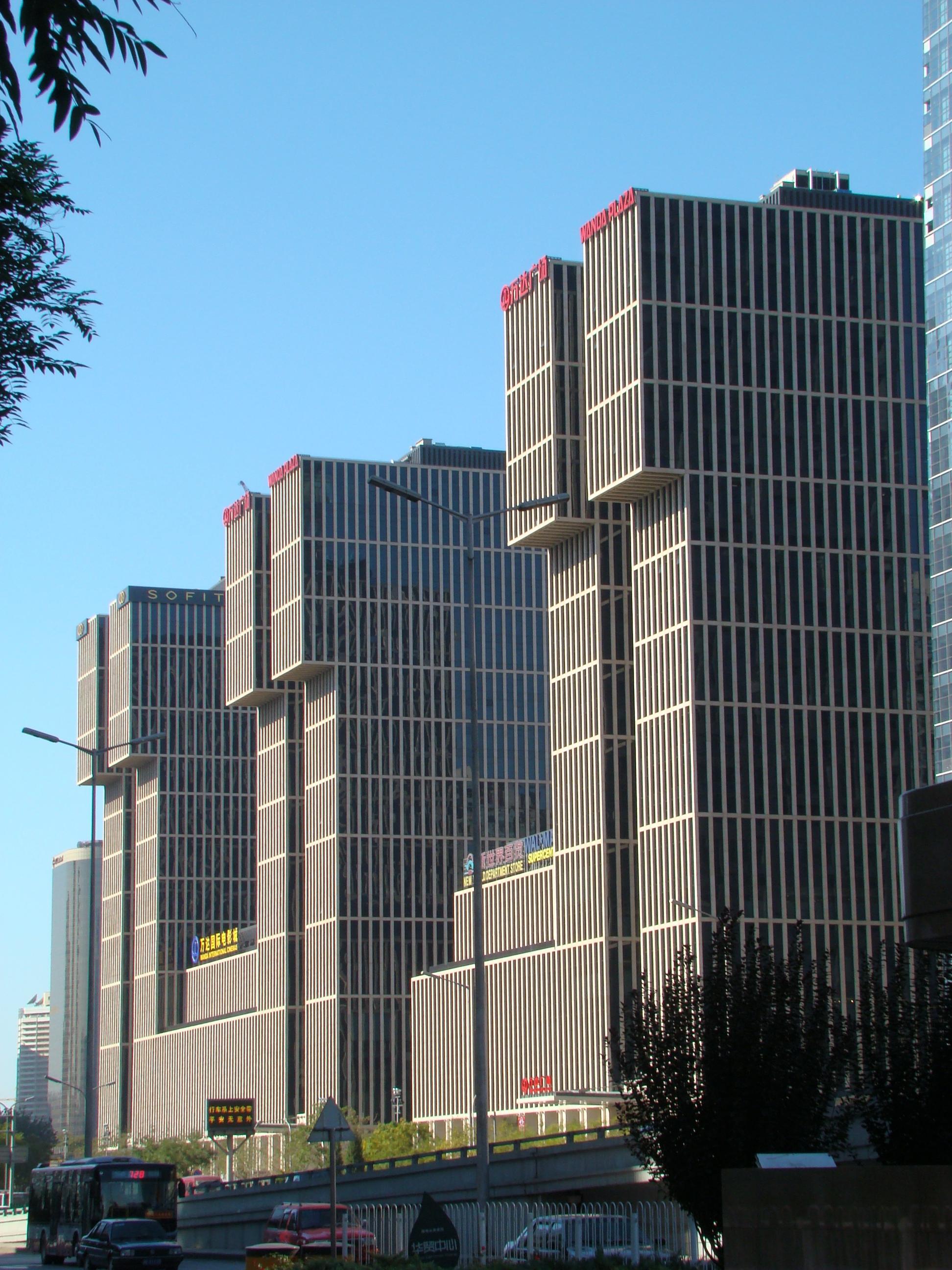
北京万达广场 - 2024年之前的万达电影总部

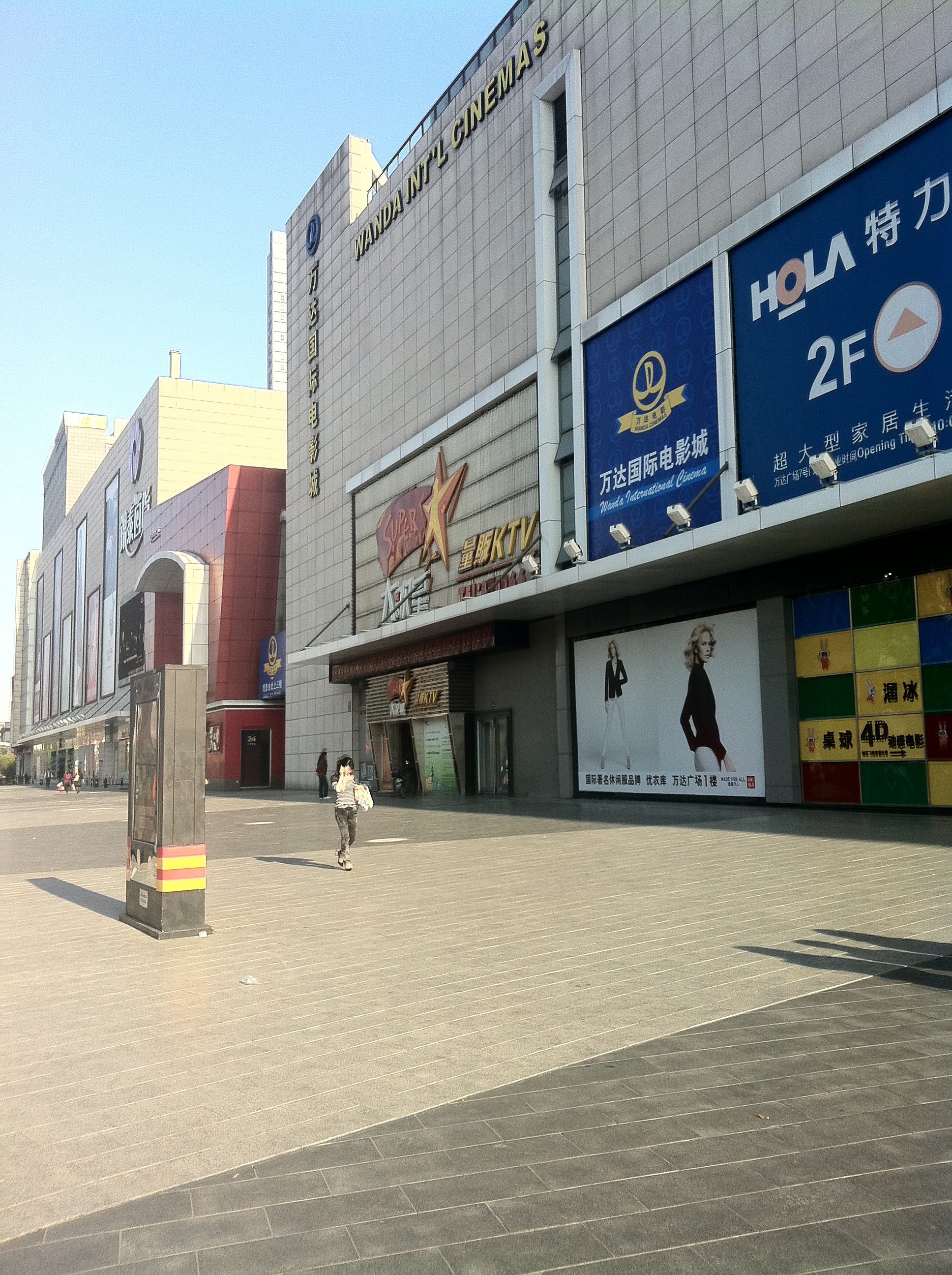
万达国际影城，位于宁波万达广场（鄞州）

萬達電影（全名：「萬達電影股份有限公司」，Wanda Cinema Line Corp）成立于2005年1月20日，前身為「萬達電影院線股份有限公司」，於2017年5月19日更為現名，是隶属于大连万达集团旗下的连锁电影院线。2024年之前，万达电影的总部在北京市朝阳区万达广场。后因儒意投资收购万达电影，万达电影总部迁往北京市朝阳区八里庄东里1号。
截至2022年3月31日，在中国开设影院800家，银幕6818块。2018年，全球首家全三星Onyx影城在万达电影上海金虹桥店启用，LED电影屏拥有近10.3米的屏幕宽度。
2023年12月6日，万达电影间接控股股东万达文化及其全资子公司北京珩润将其合计持有的公司控股股东北京万达投资51%股权转让予上海儒意，该公司自当日起停牌以筹划控制权变更事项。12月12日，上述关联方签署了股权转让协议，待实施完成后，公司实际控制人将变更为柯利明。
2024年1月29日，万达电影决定，选举陈祉希（陈曦）为万达电影董事长兼总裁。
2024年4月16日晚，万达文化及王健林将万达电影控股股东万达投资的21.2%股权转让给了柯利明旗下的儒意投资。至此，儒意投资累计受让了万达投资51%股权，柯利明拿下了国内最大的院线，正式成为万达电影的实际控制人。